# 姚讚福
姚讚福（1908年—1967年），台灣台中清水出生，作曲家，作《心酸酸》、《悲戀的酒杯》、《我的青春》、《夜半大稻埕》等歌曲。

## 生平
1908年（明治41年），生於台中牛罵頭（現台中清水），生長於基督教家庭，曾隨父親移居宜蘭、台北松山等地。1931年（昭和6年），畢業於台北神學校（現台灣神學院），被派至台東傳道。因疾病纏身，返回台北，進入古倫美亞唱片，從事台語流行歌的創作，之後又到勝利、日東等唱片公司發展。太平洋戰爭期間前往香港謀職，戰後回台。受過完整音樂教育，卻因國民政府不承認神學校學歷，無法在學校擔任音樂教師。雖再度復出音樂界，但是，難敵大環境改變，因而窮困潦倒，最後積勞成疾病逝。

## 影視形象
| 年份 | 作品          | 演員   |
| ---- | ------------- | ------ |
| 2012 | 歌謠風華-初聲 | 吳定謙 |

## 相關詞條
- 活躍於臺灣日治時期（20世紀）重要的臺語流行音樂人（包含作詞人、作曲人、歌手），有：林清月、王雲峰、許丙丁、鄧雨賢、陳君玉、姚讚福、江中清、李臨秋、蘇桐、周添旺、陳秋霖、陳水柳、陳達儒、郭玉蘭（又名雪蘭，女歌手）、林氏好（女歌手）、純純（女歌手）、愛愛（女歌手）、吳晉淮、呂泉生、吳成家、那卡諾、許石、楊三郎、葉俊麟、洪一峰等人。